# Bò Luing
Bò Luing (phát âm đơn giản là bò ling) là một giống bò được phát triển trên đảo Luing ở Inner Hebrides, Scotland bởi anh em Cadzow năm 1947. Giống bò này hiện nay được nuôi chủ yếu ở Scotland, nhưng chúng đồng thời cũng được nuôi ở các khu vực khác trên thế giới.

## Lịch sử
Bò Luing đầu tiên được tạo ra bởi các anh em Cadzow; Ralph, Denis và Shane, vào năm 1947. Họ lai tạo hai loại bò khác nhau nhằm tạo ra giống bò mới tên Luing này; Bò Highland đóng vai trò là bò cái và Bò Shorthorn trong vai trò là bò đực, và là giống bò mới đầu tiên được phát triển ở Anh trong hơn 100 năm. Bò Highland được chọn vì nó góp phần tạo ra sự khỏe mạnh mà chúng ta thấy trong giống bò ngày nay và giống Shorthorn được chọn vì lý do chất lượng thịt và hương vị thịt của nó. Thông qua một chương trình nhân giống, ba chàng trai đã thành lập giống mà chúng ta có ngày nay. Năm 1965, giống này được Chính phủ Anh công nhận chính thức.
Gia đình Cadzow tiếp tục trang trại trên Luing và giống này vẫn phổ biến trên những hòn đảo xung quanh, bao gồm Scarba và Torsa. Loài này đã được xuất khẩu sang các nước trên thế giới bao gồm Canada và New Zealand, và được đánh giá cao về sự khỏe mạnh, dễ dàng huấn luyện và thịt có vân cẩm thạch của giống bò này.